# Concerti grossi (Scarlatti)
Les six Concerti grossi (Sei Concerti in sette parti ; R.533) du compositeur italien Alessandro Scarlatti, sont des œuvres pour orchestre de chambre, publiées de manière posthume à Londres, en 1740.

## Présentation

### Histoire
Les Concerti grossi ont été publiés quinze ans après la mort du compositeur par l'antiquaire et imprimeur Benjamin Cooke de Londres, vers 1740. Ils paraissent après une suite d'impressions du même Cooke, à des fins didactiques, de l'œuvre intégrale de Corelli quelque huit années auparavant, notamment les Concerti grossi opus 6. Toujours à Londres était paru chez John Walsh, l'opus 3 de Haendel, largement ancré dans la tradition de Corelli et l’année précédente (1739) l'opus 6, sous le titre tout proche de « Twelve Grand Concertos in seven parts ».
Dès leur parution, ces œuvres retiennent l'intérêt de Charles Burney : ces concerti « sont peut-être trop sévères pour être joués ailleurs que dans une église, mais les fugues, les harmonies et les modulations sont très belles. »
Les dates de composition des concertos sont inconnues. L'intérêt pour la musique instrumentale de Scarlatti est tardif. Les biographes s'accordent pour situer cet engouement entre 1708, lors de son retour à Naples, et sa mort en 1725. En 1715, voient le jour ses Sinfonie di concerto grosso, tout juste après le succès de Il Tigrane et l'année suivante (1716) l'attribution du titre de chevalier (décoration bien visible sur son plus fameux portrait).

### Analyse
Scarlatti crée des partitions très personnelles et où n’existe pas de schéma typique. Dans ces concertos pourvus de trois à cinq mouvements, il dépasse la traditionnelle séparation entre da quiesa et da camera. Le concerto no 1, grave et sombre, avec « sa plaintive tonalité de fa mineur », emprunte sa forme à la sonata da chiesa, mouvement lent introductif, avec sa basse chromatique, alors que les nos 4, 5 et 6 se conforment aux quatre mouvements de la sonata da camera. Les concertos nos 2 et 4 sont calqués sur l'ouverture à l'italienne (vif — lent — vif) que le compositeur avait inauguré dès 1700 dans L'Eraclea. Les nos 2 et 5 ont une fin inhabituelle avec un menuet. La forme libre est également dans les nos 3 et 6 avec leur succession de trois Allegri coupés de deux largi pour le no 3, et de deux allegri introductifs pour le no 6. 
Cette diversité est étonnante et ne se limite pas à la forme. Scarlatti joue également des sonorités et tonalités (quatre concertos sont en mineur et deux en majeur), traitant différemment les mouvements Allegro et Largo. Dans le Concerto no 3, la mélodie étendue du premier Largo contraste avec la riche modulation harmonique du second, « digne de l’audace d'un Gesualdo ». Alors que le Largo du no 1 se veut pathétique et solennel, dans le Grave du no 5, le compositeur joue avec le mineur et le majeur.
Dans les derniers mouvements, Scarlatti privilégie les rythmes de danse, soit indiqué, Allemanda (no 1), minuet (nos 2 et 5), soit caché sous un autre titre (nos 3 et 4), mais au mouvement caractéristique de tarentelle ou de gigue.
Alors que chez Corelli les mouvements se présentent sous forme de bref fugati, ici Scarlatti réalise dans onze des vingt-trois mouvements de la série, de véritables fugues, avec plusieurs développements, montrant ainsi son attachement au style rigoureux : sept Allegri sont des fugues, ainsi que la gigue du no 3 ; et quatre mouvements lents : nos 2, 3, 4 et 6. Là encore Scarlatti varie constamment le traitement : il use de strettes, par exemple dans la no 1/II, d'insertions virtuoses du premier violon (nos 3/III et 6/I). Alors que le premier Allegro du Concerto no 5 est traité sur les contrastes, la fugue Alla breve (no 6/II) a un effet lapidaire et monumental.

## Détails
6 concerti in sette parti, perdue violini e violoncello obligato, con in più due violini, un tenore e basso continuo (éd. Benjamin Cooke, Londres 1740)
1. Concerto grosso en fa mineur
  1. Grave
  2. Allegro [fugue]
  3. Largo
  4. Allemanda : Allegro
2. Concerto grosso en ut mineur
  1. Allegro moderato [fugato]
  2. Grave
  3. Minuet
3. Concerto grosso en fa majeur
  1. Allegro
  2. Largo
  3. Allegro ma non troppo [fugue]
  4. Largo
  5. Allegro [Tarentelle]
4. Concerto grosso en sol mineur
  1. Allegro ma non troppo [fugato]
  2. Grave
  3. Vivace [Gigue]
5. Concerto grosso en ré mineur
  1. Allegro [fugato]
  2. Grave
  3. Gigue : Allegro
  4. Minuet
6. Concerto grosso en mi majeur
  1. Allegro
  2. Allegro [fugue]
  3. Largo
  4. Affetuoso

## Manuscrit
- Londres, British Library, GB-Lbl (R.M.21.b.14). Manuscrit autographe

## Discographie

### Intégrale
- 6 Concerti grossi - Orchestra Alessandro Scarlatti di Napoli, dir. Ettore Gracis (1967, Archiv)
- 6 concerti - I Musici (1979, Philips)
- Concerti grossi & Sonates avec flûte - Ensemble baroque de Nice, Gilbert Bezzina (1994, Verany)
- Concerti Grossi & Sonates pour violoncelle - Academia Bizantina, dir. Ottavio Dantone (juin 2000, SACD Arts Music 47758-8)[7] (OCLC 871971283)
- Concerti & Sinfonie - Europa Galante, dir. Fabio Biondi (5-9 juillet 2001, Virgin 5 45495 2)[8] (OCLC 659226808 et 717789079)
- Concertos et ouvertures d'opéras - Concerto de' Cavalieri, dir. Marcello Di Lisa (2014, Deutsche Harmonia Mundi 88985370012)

### Sélection
- Concerto grosso en fa mineur - Neumann (Deutsche Harmonia Mundi)